# Float (musikalbum)
Float är det fjärde studioalbumet av den irländsk/amerikanska gruppen Flogging Molly. Albumet släpptes den 4 mars och hade inom en vecka sålt runt 48 000 exemplar.

## Låtlista
1. "Requiem for a Dying Song" - 3:30
2. "(No More) Paddy's Lament" - 3:24
3. "Float" - 4:53
4. "You Won't Make a Fool Out of Me" - 2:43
5. "The Lightning Storm" - 3:29
6. "Punch Drunk Grinning Soul" - 4:20
7. "Us of Lesser Gods" - 3:19
8. "Between a Man and a Woman" - 3:21
9. "From The Back of a Broken Dream" - 3:21
10. "Man With No Country" - 3:04
11. "The Story So Far" - 4:11